# Stubline
Stubline (srbsky Стублине) jsou vesnice v západní části Srbska, administrativně spadající pod opštinu Obrenovac. Rozkládají se v rovinaté krajině jižně od řeky Sávy a severně od potoka Elav.
Z národnostního hlediska je obyvatelstvo v drtivé většině srbské národnosti a jako druhá národnostní skupina jsou zastoupeni Romové. V roce 2011 zde žilo 3 016 lidí.
Vesnicí prochází železniční trať do Černé Hory a silnice regionálního významu z Obrenovace do města Ub. Stubline mají svojí základní školu, fotbalové hřiště a poštu. V lokalitě Crkvine byly odhaleny základy prehistorického osídlení. Většina zástavby obce je soustředěna okolo hlavní silniční komunikace.